# Molophilus dorsolobatus
Molophilus dorsolobatus là một loài ruồi trong họ Limoniidae. Chúng phân bố ở miền Australasia.